# ユン・ゲサン
ユン・ゲサン （朝: 윤계상、漢: 尹啓相、1978年12月20日 - ）は、 韓国の歌手兼俳優である。音楽グループgodのサブボーカル、サブラッパー。JUSTエンターテインメント所属(個人活動)。身長182cm。本貫は坡平尹氏。

## 経歴
- 1999年1月にgod 1集「Chapter One」でデビュー。
- 2004年11月、6集発売直前にgodを脱退。その後俳優として活動を開始。
- 2004年12月～2006年12月の期間で兵役(現役兵)の義務を終えて転役。
- 2014年5月　godにメンバーとして正式復帰。

## 出演作品

### 映画
- バレエ教習所（2004年）
- 6年目恋愛中（2008年）
- ビースティーボーイズ（2008年）
- 執行者（2009年）
- もう少し近くに（2010年）
- プンサンケ（2011年）
- 愛のじゃんけん（2013年）
- こんにちは私の愛（2013年）
- レッドカーペット（2014年）
- ワンナイト・カップル（2015年） - ジョンフン 役
- 国選弁護人ユン・ジンウォン（朝鮮語版）（2015年） - ユン・ジンウォン 役[2]
- バッカス・レディ（2016年）
- 犯罪都市（2017年） - チャン・チェン 役
- ゴールデンスランバー（2018年） - ムヨル 役
- マルモイ ことばあつめ（2019年） - リュ・ジョンファン 役
- 英雄都市（2019年）
- スピリットウォーカー（2021年）- カン・イアン役

### ドラマ
- ニューノンストップ（2001年、MBC）
- 兄嫁は19歳（2004年、SBS） - カン・スンジェ 役
- 愛に狂う（2007年、SBS） - キム・チェジュン 役
- どなたですか?（2008年、MBC） - チャ・スンヒョ 役
- トリプル（2009年、MBC） - チャン・ヒョンテ 役
- ロードナンバーワン（2010年、MBC） - シン・テホ 役
- 最高の愛〜恋はドゥグンドゥグン〜（2011年、MBC） - ユン・ピルジュ 役
- ハイキック3 -短足の逆襲- （2011年-2012年、MBC） - ユン・ゲサン 役
- ポテト星2013QR3（2013年-2014年、tvN） - 外科課長  役
- 太陽がいっぱい（2014年、KBS2） - イ・ウンス 役
- ラスト・ゲーム〜最後に笑うのは誰だ?!（2015年、JTBC） - チャン・テホ 役
- グッドワイフ〜彼女の決断〜（2016年、tvN） - ソ・ジュンウォン 役
- チョコレート（2019年、JTBC） - イ・ガン 役
- 誘拐の日（2023年、ENA） - キム・ミョンジュン役
- 誰もいない森の奥で木は音もなく倒れる（2024年、Netflix）

### その他のテレビ番組
- godの育児日記（2000年、MBC）
- 特集godの育児日記（2001年、MBC）
- 一トラベル（2010年、Trend E）
- Real Mate inオーストラリア ケサン&セイン、シドニーに行く（2012年、QTV）
- ユン·ゲサンのワンテーブル（2012年、Olive TV）
- KBS特選ドキュメンタリー（2013年、KBS2）
- スター、旅行に陥る（2013年、KBS2）

### ミュージック・ビデオ
- MC THE MAX 〈가슴아 그만해〉（2007年）

## 広報大使活動
- 2002年 ミレニアムいのちの運動の広報大使
- 2009年 法務部矯正広報大使

## 受賞一覧
- 2005年 第41回百想芸術大賞映画部門新人賞（バレー教習所）
- 2007年 アンドレ·キムベストスターアワード男部門ベストスター賞
- 2011年 MBC放送芸能大賞コメディ/シチュエーションコメディ部門男優秀賞（ハイキック短足の逆襲）